# Torreani
Torreani ist ein deutscher Spielfilm aus dem Zirkus- und Varietémilieu aus dem Jahre 1951 von und mit Gustav Fröhlich. An seiner Seite spielte René Deltgen mit dem Titelhelden eine weitere Hauptrolle. Carl Froelich zeichnete als Produzent verantwortlich.

## Handlung
Der Artist Erich Holsten ist durch ein großes Unglück zu Ruhm und Ehren gekommen: sein Freund Torreani, der im Artistenmilieu eine bedeutende Größe war, hat ihm diesen Künstlernamen mitsamt dem dazugehörigen Varieté in Berlin abgetreten, sodass Holsten als Torreani beträchtliche Erfolge feiern kann. Der eigentliche Torreani hingegen sitzt in Südamerika eine langjährige Zuchthausstrafe ab. Mit aller Kraft renoviert und baut Holsten das Unterhaltungsetablissement wieder auf und verleiht diesem neuen Glanz. Eines Tages steht der Original-Torreani vor Holstens Tür; er ist aus dem Knast entflohen und nach Europa heimgekehrt.
Mit seiner Rückkehr beginnt für alle Beteiligten ein großes Unglück. Die verführerische Isabelle, die sich einst einen Namen als Tänzerin gemacht hatte, will sich an dem Heimkehrer blutig rächen, denn sie behauptet, dass er ihr Leben zerstört habe. Bevor es zu einem Mord kommen kann, becirct Torreani die heißblütige Frau, die ihm daraufhin aufs Neue verfällt. Dies wiederum ruft ihre Mutter auf den Plan, die glaubt, dass Torreani ihre Tochter auch diesmal ins Unglück reißen wird, und erschießt den Artisten. Erich Holsten gerät automatisch in den Verdacht, der Täter zu sein, da die Polizei annimmt, dass die Kopie das Original aus dem Wege räumen wollte, um sich lästige Konkurrenz vom Hals zu schaffen. Erst das Geständnis von Isabelles Mutter rettet Holsten, der daraufhin seine Artistenkarriere fortsetzen kann.

## Produktionsnotizen
Mit Torreani beendete der 75-jährige Kinoveteran Froelich seine rund ein halbes Jahrhundert währende Tätigkeit für das deutsche Filmwesen, die er als Kameramann begonnen hatte. Der im Herbst 1951 in Berlin (Studio- wie Außenaufnahmen) gedrehte Film erlebte seine Uraufführung am 21. Dezember 1951 in Kinos von Köln, Düsseldorf und anderen deutschen Städten. Die Berliner Premiere war am 17. Januar 1952.
Der Froelich-Angestellte Hermann Brüning übernahm die Gesamtleitung, Fritz Klotzsch übernahm die Produktionsleitung. Die Filmbauten stammen von Erich Kettelhut.

## Wissenswertes
Für Froelich und Fröhlich war dies bereits die zweite Zusammenarbeit im Jahre 1951. Unmittelbar vor diesem Film drehten der Produzent und sein Hauptdarsteller die altmodische Liebeskomödie Stips, Carl Froelichs letzte Inszenierung. Nach Torreani zog sich der 76-jährige Kinematographie-Veteran ins Privatleben zurück.
Wie schon so manches Mal zuvor (Die 3 Codonas, Zirkus Renz, Tromba) und auch danach (Phantom des großen Zeltes) reüssierte René Deltgen hier als abenteuerlicher und wagemutiger Tausendsassa der Manege in einem Film aus dem Artistenmilieu.

## Kritik
Der Filmdienst urteilte: „Ein konstruierter, unglaubwürdiger Unterhaltungsfilm, der die Erzählmuster erfolgreicherer Vorbilder dieser alten Filmgattung (etwa "Truxa") nachahmt.“